# 이노센트 (1993년 영화)
《이노센트》(영어: The Innocent)는 1993년에 개봉한 영국과 독일의 드라마 영화이다.

## 출연진
- 앤서니 홉킨스 - 밥 글래스 역
- 이사벨라 로셀리니 - 마리아 역
- 캠벨 스콧 - 레너드 마컴 역
- 로날트 니치케 - 오토 역
- 하트 보크너 - 러셀 역
- 제임스 그랜트 - 맥너미 역
- 리처드 더든 - 블랙 역
- 코리 존슨 - 루 역

## 우리말 녹음
KBS 성우진 (2001년 8월 19일)
- 이완호 - 밥 글래스(앤서니 홉킨스)
- 송도영 - 마리아(이사벨라 로셀리니)
- 홍성헌 - 레너드(캠벨 스콧)
- 이재용 - 러셀(하트 보크너)
- 김익태 - 영국 장교
- 안종국 - 맥너미(제임스 그랜트)
- 김창주 - 블랙(리처드 더든)
- 조동희 - 오토(로날트 니치케)
- 장호비 - 토미
- 황재경 - 마리아
- 서윤석 - 케빈
- 석원희 - 아나운서
- 변영희 - 군인